# El Tiempo Televisión
El Tiempo Televisión  es un canal de televisión abierta colombiano, especializado en programación noticiosa, propiedad de El Tiempo Casa Editorial Fue lanzado el 5 de octubre de 2010 y cesó de emitir contenido propio el 24 de febrero de 2019.

## Programación
El Tiempo Televisión poseía varios bloques centrados en noticias, como Noticias El Tiempo, el cual se emitía los días de semana durante las mañanas y dentro del horario central; también transmitía Sala de redacción, un programa de opinión y crítica, dentro del cual varios periodistas se opinaban sobre los temas más relevantes de cada semana. La cadena también poseía el espacio Portafolio TV, que consistía en el análisis de acontecimientos relacionados con la economía de índole nacional e internacional. Otros espacios eran Análisis y entrevistas, basado en la crítica hacia los acontecimientos actuales. De igual forma, el canal producía Tecnósfera, un bloque de treinta minutos dedicado al reportaje de novedades tecnológicas y digitales, así como Carrusel, el cual estaba basado en contenido cultural, al igual que el programa Cultura y entretenimiento, que era centrado en la farándula del cine y de la música.
El 19 de abril de 2017, la señal de El Tiempo Televisión fue retirada por decisión de la Comisión Nacional de Telecomunicaciones de Venezuela (Conatel).
Tras el fin de producción del canal en su primera etapa por parte de Casa Editorial El Tiempo el 24 de febrero de 2019, varios de sus programas fueron trasladados a Citytv, de esta manera, El Tiempo Televisión pasó a ser una señal repetidora de contenido de su canal hermano Citytv y un repositorio de noticias actualizadas sin producir su contenido original.